# マーチン・ベイカー MB 5
マーチン・ベイカー MB 5
- 用途：実験機
- 設計者：ジェームズ・マーティン
- 製造者：マーチンベーカー・エアクラフト
- 運用者：イギリス空軍（予定）
- 初飛行：1944年5月23日
- 生産数：1機
- 運用状況：試作のみ

マーチン・ベイカー MB 5は、イギリスのマーチン・ベイカー社が第2次世界大戦中に開発した一連の試作戦闘機の最終型である。テストパイロットがその素晴らしい性能を賞賛したにもかかわらず、MB 5は、同社の以前の試作機と同様に量産には入らなかった。

## 設計と開発
MB 5は、実際にはマーチン・ベイカー MB 3の試作2号機として作られた。これは英航空省の要求仕様F.18/39に応じたもので、時速400 mph 以上で飛行可能であり、イギリス空軍向けの敏捷で頑丈な戦闘機として設計された。1942年にMB 3の試作初号機が墜落し、ヴァル・ベイカーが死亡すると、試作2号機の製作は遅れることとなった。ロールス・ロイス グリフォン エンジンを搭載したMB 3はMB 4として計画されたが、全く新規に設計し直されることになった。
MB 5と命名され、再設計が行われた機体は、主翼はMB 3と似ていたものの、全く新しい鋼管製の胴体を持っていた。出力2,340 hp (1,745 kW)のロールス・ロイス グリフォン83 液冷V型12気筒エンジンが、3枚ブレードの2重反転プロペラを駆動し、車輪間隔の広い引き込み式降着装置を持つ主翼内には、武装として4門の20 mm イスパノ 機関砲を備えていた。
MB 5はMB 3の製造契約と同一の契約の下で製作された。

## 飛行試験
MB 5の試作機（シリアルナンバー：R2496）は、1944年5月23日に初飛行を行った。性能はテストパイロットには傑出したものと考えられ、そのコックピット配置は航空機・兵装実験機関により賞賛された。着脱式パネルのおかげで整備のための胴体へのアクセシビリティは素晴らしいものであった。
"私見であるがこの機種は卓越した航空機である。1944年5月23日という早い時期に初飛行を行ったという点に焦点を当てれば特にそうである" 
     – Test pilot エリック・ブラウン大尉, 1948 
当時、英空軍の航空機・兵装実験機関（A&AEE）に所属し、また英国で最高の曲芸飛行パイロットの一人とされていたヤーノシュ・ズラコウスキは、1946年6月のファーンボロー国際航空ショーに参加した。彼は、MB-5があらゆる面でスーパーマリン スピットファイアよりも優れており、最高のレシプロエンジン戦闘機だと考えており、実際にMB 5を操縦して劇的な飛行を披露した。
この飛行機は、ドイツに展開する飛行隊への配備開始に間に合うように量産が認可されたが、英空軍の注目はターボジェットエンジン戦闘機の方へ向きを変えており、MB 5の発注はなされないままであった。恐らくMB 5が量産に入らなかった理由の一つは、ファーンボローにて英国機や鹵獲ドイツ軍機のある重要な展示飛行が行われた際、首相 ウィンストン・チャーチルや空軍最高司令官、その他のVIP招待客の目前でMB 5のロールス・ロイス グリフォン エンジンが停止したことであった。マイケル・ボイヤー（Michael Bowyer）が述べているもう一つの理由は、マーチン・ベイカー社には量産施設と政府の十分な援助が不足していたというものである。MB 5の開発進捗の遅れは施設の不足に起因していた。
オリジナルのMB 5は射撃訓練場で破壊されたと言われている。マーチン・ベイカー社は世界でも有数の射出座席の製造メーカーとなっている。

## レプリカの製作

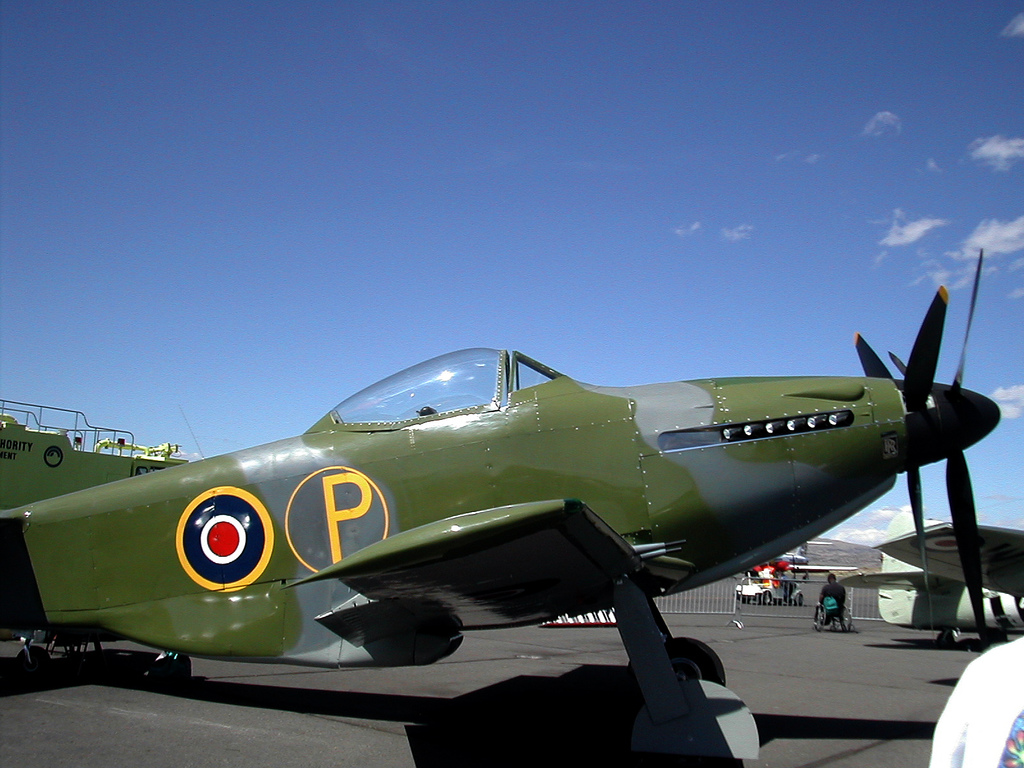
完成間近のMB 5のレプリカ（2006年）

アメリカ合衆国のリノ (ネバダ州)では、ジョン・マーリン（John Marlin）の手によりノースアメリカン P-51 マスタングの主翼を使用して部分的なレプリカが製作されている。2006年の時点でウェブサイト上の表記では完成間近とされ、2010年にはタクシングする機体の写真が公開され、ほぼ完成と述べられた。

## 主要諸元
(MB 5の設計値)Jane’s Fighting Aircraft of World War II and British Aircraft of World War II
- 乗員：1名
- 全長：11.5 m (37 ft 9 in)
- 全幅：10.7 m (35 ft 0 in)
- 全高：4.5 m (15 ft 0 in)
- 翼面積：24.3 m2 (262 ft2)
- 空虚重量：4,188 kg (9,233 lb)
- 全備重量：5,216 kg (11,500 lb)
- 最大離陸重量：5,484 kg (12,090 lb)
- エンジン：1 × ロールス・ロイス グリフォン 83 V型12気筒エンジン、2,340 hp (1,745 kW)
- 最大速度：740 km/h at 6,100 m (460 mph at 20,000 ft)
- 巡航高度：12,190 m (40,000 ft)
- 航続距離：1,770 km (1,100 mi)
- 上昇率：19.3 m/s (3,800 ft/min)

- 武装：
  - 機銃：4 × 20 mm イスパノ Mk.II 機関砲

### 書籍
- Bowyer, Michael J.F. Interceptor Fighters for the Royal Air Force 1935-45. Wellingborough, UK: Patrick Stephens Ltd., 1984. ISBN 0-85059-726-9.
- Brown, Captain Eric. Wings of the Weird & Wonderful, Volume 1. London: Airlife, 1983. ISBN 0906393-30-2.
- Donald, David. "Martin-Baker Fighters." Wings of Fame, Vol. 9, 1997, Aerospace Publishing Ltd., ISSN 1361-2034.
- Green, William, ed. "Mr. Martin's Memorable M.B.5." Air International Vol. 16, no. 2, February 1979.
- Green, William. War Planes of the Second World War: Fighters, Volume Two. London, Macdonald & Co. (Publishers) Ltd., 1961.
- Green, William and Swanborough, Gordon. WW2 Fact Files: RAF Fighters, Part 2. London: Macdonald and Jane's Publishers Ltd., 1979. ISBN 0-354-01234-7.
- Jane, Fred T. “The Martin-Baker F.18/39.” Jane’s Fighting Aircraft of World War II. London: Studio, 1946.  ISBN 1-85170-493-0.
- Zuk, Bill. Janusz Zurakowski: Legends in the Sky. St. Catharine's, Ontario: Vanwell, 2004. ISBN 1-55125-083-7.\
- "The Martin-Baker MB-V." (Article and Images)Flight No. 1927, Volume XLVIII, 29 November 1945.